# نادي ديبورتيفو بني انصار
ديبورتيفو بني انصار  Club Deportivo Beni-Enzar    هو نادٍ رياضي مغربي من مدينة بني انصار. تم إنشاؤه من طرف بعض المعمرين الإسبان المقيمين في المدينة .

خارطة تمثل منطقة نفوذ إسبانيا شمال المغرب إبان عهد الاستعمار.
علم إقليم المغرب الإسباني إبان عهد الاستعمار.